# 桜井映里
桜井 映里（さくらい えり、1977年10月17日 - ）は、日本の女優。神奈川県出身。リングエンターテインメントに所属していた。血液型A型。

## 人物・来歴
元々はモデルとして活動していたが、CMでの台詞が上手く言えなかったことを切っ掛けに演技のレッスンに通いはじめ、台詞で感情を表現する仕事をしたいと考えるようになり女優に転向した。
2003年の『爆竜戦隊アバレンジャー』に敵幹部・破壊の使徒ジャンヌ役でレギュラー出演。オーディションはヒロインと悪役が同時に行われたが、最終選考での「どちらかの役を選べるとしたら」という問いに対し迷わず「悪役」と答えたという。
自身を器用ではないと自己評価しており、人の何倍も練習を行っているという。
目標とする女優に戸田恵子を挙げている。
趣味は旅行、蕎麦の食べ歩き、映画鑑賞。特技は家庭料理全般。

## 出演

### テレビドラマ
- 爆竜戦隊アバレンジャー 第2話 - 最終話（2003年2月23日 - 2004年2月8日、テレビ朝日） - 破壊の使徒ジャンヌ / マホロ、マホロのそっくりさん 役
- 女と愛とミステリー 轟法律事務所 見えない絆（2004年9月26日、テレビ東京） - 相田ゆかり 役
- 罠の交差点（2008年3月23日、TBS） - 法村奈保子 役
- どんぶり刑事（2006年、フジテレビ） - 松浦玲子 役
- 土曜ワイド劇場 ヤメ検の女（2009年11月14日、ABCテレビ・テレビ朝日系） - 「テヅカのタネ」社員 役

### 映画
- 爆竜戦隊アバレンジャー DELUXE アバレサマーはキンキン中!（2003年8月16日、東映） - 破壊の使徒ジャンヌ 役

### オリジナルビデオ
- 爆竜戦隊アバレンジャーVSハリケンジャー（2004年3月12日、東映ビデオ） - 破壊の使徒ジャンヌ 役
- 特捜戦隊デカレンジャーVSアバレンジャー（2005年3月21日、東映ビデオ） - マホロ 役

### 舞台
- 表白のとき 小諸日記〜藤村と冬子〜（2001年8月 - 9月、日本青年館） - 塩川べん 役

### バラエティー
- BSブランチ（2002年6月1日 - 2003年5月31日、BS-i） - 第1期BSブランチガール
- 情報新惑星（2004年、BS日テレ） - リポーター
- お父さんのためのショウビズ講座（2005年8月 - 9月、BS-i） - ゲスト

### ドラマCD
- PREMIIUM DRAMA CD 爆竜戦隊アバレンジャー ダイノアース スペシャル!伝説の腕輪と五つのアバレスピリッツ（2004年3月31日、日本コロムビア） - 破壊の使徒ジャンヌ / マホロ 役

### PV
- 及川光博「ラヴソング」（2003年3月5日）

### CM
- ダイハツ アトレーワゴン（2005年） - 的場浩司と共演